# Япикс, Гисберт
Гисберт Япикс (з.-фриз. Gysbert Japiks, нидерл. Gysbert Japicx; 1603, Болсвард — 30 ноября 1678, Болсвард) — фризский писатель, поэт, педагог.

## Биография
Япикс родился в Болсварде, Фрисландия. Он восхищался древнеримскими поэтами Горацием и Овидием, но был также энтузиастом своего родного (фриз. memmetaal) среднефризского языка. Его труды были самыми значительными трудами на том языке для того времени и в конечном итоге подняли статус фризского языка до уровня литературного. Стихи Япикса были опубликованы в Friessche Tjerne (1640 г.) а также после смерти в Fryske Rijmlerye (1668 г.).

## Песни
Фризские песни Япикса были контрафактурой хорошо известных мелодий таких композиторов, как Гудимель, Буржуа,  Пьер Гуэдрон. Некоторые из них были записаны фризскими певцами и ансамблем Camerata Trajectina в 2003 году.